# Lagarosoma assitum
Lagarosoma assitum är en stekelart som beskrevs av Gupta 1984. Lagarosoma assitum ingår i släktet Lagarosoma och familjen brokparasitsteklar. Inga underarter finns listade i Catalogue of Life.